# 価値財
価値財 (かちざい、英: merit good)は経済学用語の一つで、ドイツの財政学者であるリチャード・マスグレイブ (1957、1959)によって経済学に導入された概念である。メリット財と呼ばれることもある。
消費者主権となっている社会において、消費者の生活を矯正することを目的として政府が消費者の生活に介入するという形で提供している財である。この価値財というのは政府によって受容が強制されているため、消費者主権においての消費者の自由がそれだけ減少する。
この用語は、1960年代から1980年代に比べてあまり使用されなくなったが、その概念は依然として、収入支援（税金の還付など）以外に行われる政府の経済活動の多くの背後にある。例としては、栄養をサポートするためのフードスタンプの提供、生活の質を改善し罹患率を減らすための医療サービスの提供、住宅や教育への助成などの現物支給、義務教育などがこれである。

## 定義
価値財は、自由市場経済において消費不足（および生産不足）になる財として定義される。これは2つの主な理由によるものである。
1. 価値財の消費は正の外部性を生み出す（外部性は、財/サービスの消費または生産から生じる第三者/波及効果のこと）。つまり、価値財の消費により、私的利益に比べて大きな公的利益が生み出される。しかし、消費者は私的利益のみしか考慮しないため、自然な状態では消費が進まない。
2. 個人は近視眼的であり、短期的に効力が最大化するものを選択し、価値財を消費することによる長期的な利益を考慮に入れていないため、消費が進まない[要出典]。

## 正当化の理由
多くの場合、価値財は、すべての人に普遍的に価値があるサービスである。これは、哲学者ジョン・ロールズの仕事や社会的包摂に関する議論で見られる一次財の概念に近い見方です。レスター・サローは、価値財（および現物での譲渡）は「個人-社会の好み」に基づいて正当化されると主張する。私たち社会が選挙で平等な投票を受ける権利があると信じているのと同じように、私たちはそれぞれが人は生命に対する平等な権利、したがって命を救う医療に対する平等な権利を得る権利がある。 
供給側では、所得による明示的な再分配ではなく、特定の種類の商品やサービスの提供による暗黙的な再分配に対する社会の支援が増えると示唆される。 
個人は不合理に行動する可能性があるため、社会が個人が何が必要なのかを判断するのに適していると示唆される（たとえば、貧しい人々が金銭を受け取ると、栄養価の高い食品を購入する代わりに、アルコール飲料を購入する可能性がある）。
時には、価値財と負の価値財は、単に外部性の概念の延長と見なされる。価値財は、それに関連する正の外部性を持つ財として説明される。したがって、伝染病に対する予防接種は、価値材とみなされる。これは、接種を受けた人から病気にかかっていない他の人も恩恵を受けるためである。
また、価値財と負の価値財は、外部性とは異なる方法でも定義できる。価値財と負の価値財の本質は、消費者へ情報が正しく伝わらないことと関係がある。これは、消費者が自分にとって良いことや悪いことをまったく認識しないために発生する。つまり、適切な情報を持っていないか、関連情報が不足している。この定義では、価値財は、財を消費する可能性のある人よりも他人にとってより良い財として定義される。 
一部の商品を価値財（または負の価値財）として扱う他の考えられる理由には、商品の公共財の側面、地域共同体の基準（売春、麻薬など）の賦課、未熟または無能力、および依存症などがある。これらすべてに共通する要素は、消費者が選択しなくても商品を推奨、または非推奨することである。 しかし、政府がそのような問題について国民に相談すべきではない理由はない。(たとえば、世界銀行による開発計画や、医療給付に関する情報を使用した医療システムの資源配分など。)
教育の場合、教育を受けない人々は、義務教育から得られる非常に多くの利益について、情報に基づいた選択ができないと主張できる（Musgrave、1959、14）。この場合、消費者主権を否定するのではなく、消費者主権を実装を目的としている。
公共選択論は、良い政府の政策は民主主義において供給不足の価値財を提供することであると示唆している。

## 批判
福祉受給者の不合理な行動についての議論は、しばしば政府による最小限の経済活動に還元したい人々によって、父性主義的であると批判されることが多い。
福祉における消費者主権の原則はまた、同じ費用の現物移転よりも金銭移転が好ましいことを示唆している。